# Sucharu Devi
Sucharu Devi, död 1959, var en indisk feminist. 
Hon var ordförande för All Bengal Women's Union och verksam inom National Council of Women in India. 